# Asturias de Oviedo
Las Asturias de Oviedo hacen referencia a una comarca histórica, que se extendía desde el río Eo en la parte occidental y hasta la cuenca del río Deva en la oriental, comprendiendo todos los valles entre estos dos ríos desde la costa hasta la cordillera Cantábrica en el sur. Su capital estaba en Oviedo. Junto a las de Oviedo existían también las Asturias de Santillana.

## Historia
La comarca de las Asturias de Oviedo fue creada en 1230, a raíz de la reorganización territorial de Fernando III, cuando los reinos de León y Castilla se unieron definitivamente en la Corona castellana. En esta reorganización el territorio de los modernos concejos de Ribadedeva, Peñamellera Alta y Peñamellera Baja, que anteriormente dependía de Oviedo, pasaron a formar parte de la merindad castellana de las Asturias de Santillana con capital en Santillana del Mar.
En el año 1388 Juan I de Trastámara y Juan de Gante, mediante el Tratado de Bayona, pusieron fin a sus disputas por el trono de castellano, por lo que pactaron el matrimonio de sus respectivos hijos Enrique III de Castilla y Catalina de Lancáster, cuya ceremonia se celebró en la catedral de Palencia.
A ambos hijos citados se les otorgó la condición de príncipes, quedando instaurado de esta manera el Principado de Asturias y el título que en adelante ostentaría el heredero de la Corona de Castilla (y en la actualidad del Reino de España).
En los primeros tiempos, le pertenecía al príncipe el territorio de las Asturias de Oviedo como patrimonio, por lo que podía nombrar jueces, alcaldes y demás funcionarios que gobernaban en su nombre, pero entrando en la Edad Moderna, dicha situación cambió con los Reyes Católicos que lo redujeron a una condición meramente honorífica.
Esta comarca desapareció con la división territorial de España de 1833, cuando Asturias de Oviedo perdió sus territorios periféricos de Burón o Miranda, Suarna, Sajambre, Valdeón y Tresviso, creándose la provincia de Oviedo (actual provincia de Asturias). Los concejos de Ribadedeva y las dos Peñamelleras (Peñamellera Alta y Peñamellera Baja) vuelven a formar parte de Asturias de Oviedo, de la que fueron desgajadas en 1230.